# Tempelfelde
Tempelfelde è una frazione del comune tedesco di Sydower Fließ, nel Brandeburgo.

## Storia
Il centro abitato di Tempelfelde fu citato per la prima volta nel 1375, nel Carolinisches Landbuch di Carlo IV, ma è certo che avesse origini anteriori, risalenti alla colonizzazione tedesca delle terre orientali.
Nel 1925 furono rinvenuti resti di urne cinerarie, e perciò si ritiene l'esistenza di un tempio pagano, da cui deriva il nome dell'abitato.
Il 27 settembre 1998 il comune di Tempelfelde fu fuso con il comune di Grüntal, formando il nuovo comune di Sydower Fließ.
Nei pressi di Tempelfelde è sito il più grande parco eolico del Brandeburgo, che raggiunge anche il vicino centro abitato di Willmersdorf.